# История почты и почтовых марок Британской Центральной Африки
История почты и почтовых марок Британской Центральной Африки описывает развитие почтовой связи в протекторате Британская Центральная Африка в Центральной Африке на берегу озера Ньяса, существовавшем на территории современной Малави с 1891 года по 1907 год, с административным центром в Зомбе.

## Развитие почты
Известны письма, отправленные из Ливингстона и других населённых пунктов на плоскогорье Шире, а также служащими компании «Африкан Лейкс Компани» (African Lakes Company). Почтовые отправления доставлялись гонцом на озеро Ньяса, перевозились по нему на паровом катере, затем опять гонцом до реки Шире, откуда лодками до Келимане (Quelimane) или до португальского порта Чинде на Индийском океане. Первые почтовые отделения были открыты в Чиромо и Порт Геральде в 1891 году. В том же 1891 году в Чинде было открыто британское расчётное отделение, которое обменивалось почтой в опечатанных мешках между Британской Центральной Африкой и британскими или немецкими почтовыми судами.
В течение 1891 года в Британской Центральной Африке открылся ряд новых почтовых отделений, в том числе Блантайр, Зомба, Чиромо, Порт Геральд, Форт-Мланге, Форт-Джонстон на южной оконечности озера и Каронга на северной оконечности озера. Чиромо был главным сортировочным центром до тех пор, пока в 1908 году не была открыта железная дорога Шире-Хайлендс, когда почтовым центром стал Лимбе.

## Выпуски почтовых марок

### Первые марки
Первые почтовые марки протектората были выпущены в апреле 1891 года посредством надпечатки на родезийских марках компании «Бритиш Саут Африка Компани» аббревиатуры англ. «B.C.A.» («Британская Центральная Африка»).

### Последующие эмиссии

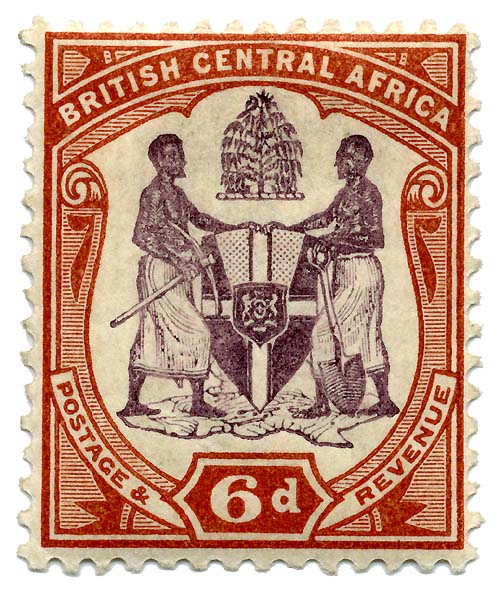
Почтовая марка БЦА номиналом 6 пенсов, 1897 г.

Выпуск почтовых марок компании «Бритиш Саут Африка Компани» с надпечаткой нового тарифа потребовался в 1892, 1893 и 1895 годах.
В 1895 году вышли почтовые марки, напечатанные для протектората, с изображением герба протектората и надписью англ. «British Central Africa» («Британская Центральная Африка»). Выпуск 1895 года был напечатан в типографии De La Rue на бумаге без водяных знаков, но с февраля 1896 года на бумаге присутствовали водяные знаки типа «Корона над CC» или «Корона над CA».
В августе 1897 года были выпущены почтовые марки нового рисунка, по-прежнему изображающего герб, но с прозрачным фоном вместо линованного.
В 1898 году закончился запас однопенсовых марок. Вначале надпечатка нового тарифа была сделана на почтовой марке номиналом 3 шиллинга, но 11 марта почтовое ведомство начало использовать тисненные фискальные марки с надпечаткой англ. «Internal Postage» («Внутренняя почта»).

### Двадцатый век

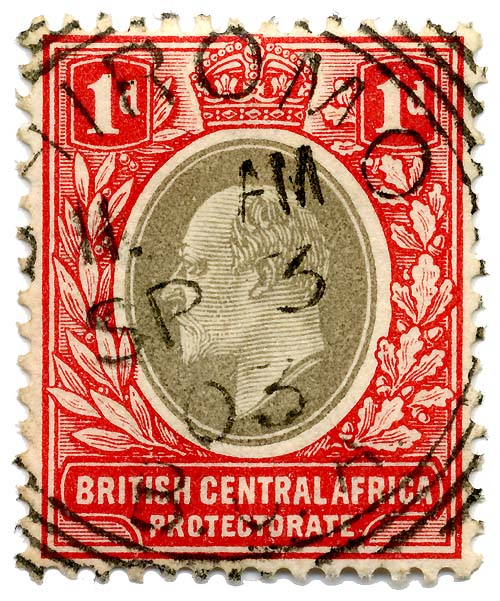
Почтовая марка БЦА номиналом 1 пенни 1903 г., погашенная в Чиромо круглым почтовым штемпелем с угловыми линиями

В 1901 году почтовые марки 1897 года номиналом 1, 4 и 6 пенсов были напечатаны в других цветах.
В 1903 году была выпущена новая серия почтовых марок с изображением короля Эдуарда VII и надписью англ. «British Central Africa Protectorate» («Протекторат Британская Центральная Африка») номиналом от одного пенни до десяти фунтов.
В 1907 году протекторат был переименован в Ньясаленд и с 1908 года почтовые марки выпускались протекторатом Ньясаленд, в 1954—1963 годах в обращении были почтовые марки Федерации Родезии и Ньясаленда, а после провозглашения на его территории независимой Республики Малави 6 июля 1964 года — почтовые марки Малави.

## Цельные вещи

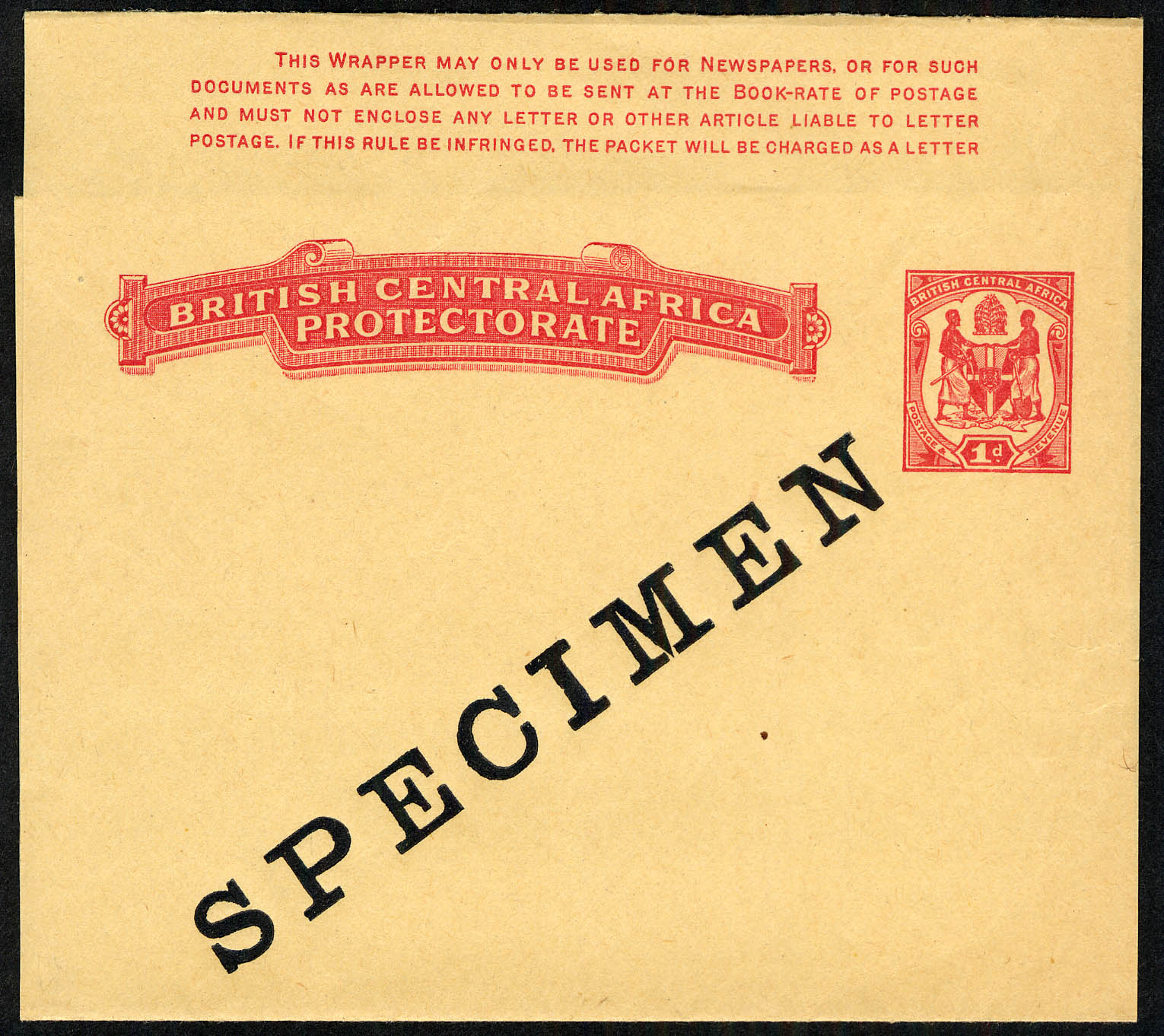
Бандероль, выпущенная в 1899 г., с надпечаткой «Specimen» («Образец»). Образцы марок и подобной продукции предоставлялись Всемирному почтовому союзу для распространения среди его членов

Первыми цельными вещами протектората Британская Центральная Африка стали выпущенные в 1892 году заказные конверты. Между 1892 годом и 1895 годом было идентифицировано в общей сложности 14 различных заказных конвертов, которые были изготовлены путем надпечатки на заказных конвертах компании «Бритиш Саут Африка Компани» текста англ. «British Central Africa Administration» («Администрация Британской Центральной Африки»). В течение 1895 и 1896 годов для протектората были разработаны и напечатаны три заказных конверта.
В 1893 году были выпущены две разные почтовые карточки с использованием почтовых карточек компании «Бритиш Саут Африка Компани» с надпечаткой англ. «British Central Africa» («Британская Центральная Африка») в орнаментальной рамке. Новые почтовые карточки, предназначенные для протектората, были выпущены в 1896 году (3 открытки), 1898 году (2 открытки) и 1904 году (2 открытки).
В 1899 году в обращение поступила одна бандероль.
После изменения названия протектората на протекторат Ньясаленд все цельные вещи оставались в почтовом обращении.